# Aenictus rhodiensis
Aenictus rhodiensis är en myrart som beskrevs av Menozzi 1936. Aenictus rhodiensis ingår i släktet Aenictus och familjen myror. Inga underarter finns listade i Catalogue of Life.